# Serrat de la Pedregosa
El Serrat de la Pedregosa és una serra situada entre els municipis d'Oristà i de Prats de Lluçanès a la comarca del Lluçanès, amb una elevació màxima de 686 metres.